# Group Therapy (Art Farmer)
Group Therapy è un album a nome dei New York Jazz Sextet di Art Farmer e James Moody, pubblicato dalla Scepter Records nel 1966. I brani furono registrati il 27 dicembre 1965 ed il 17 gennaio 1966 a New York.

## Tracce
Lato A
1. Bottom on Top – 5:33 (Tom McIntosh)
2. Supplication – 5:26 (Tom McIntosh)
3. Another Look – 7:32 (Adolph Sandole)

Lato B
1. Giant Steps – 3:41 (John Coltrane)
2. Dim After Day – 6:46 (Dennis Sandole)
3. Indian Summer – 4:32 (Victor Herbert)
4. Joy Shout – 4:38 (Dennis Sandole)

Edizione CD del 2004 dal titolo Art Farmer's New York Jazz Sextet, pubblicato dalla Lone Hill Records
1. Signature – 0:10 (Dennis Sandole)
2. Bottom on Top – 5:32 (Tom McIntosh)
3. Supplication – 5:26 (Tom McIntosh)
4. Another Look – 7:31 (Adolph Sandole)
5. Dim After Day – 6:42 (Dennis Sandole)
6. Indian Summer – 4:32 (Victor Herbert)
7. Joy Shout – 4:37 (Dennis Sandole)
8. Giant Steps – 3:41 (John Coltrane)
9. Signature – 0:12 (Dennis Sandole)
10. Bottom on Top – 5:30 (Tom McIntosh)
11. Supplication – 5:27 (Tom McIntosh)
12. Another Look – 7:31 (Adolph Sandole)
13. Dim After Day – 6:45 (Dennis Sandole)
14. Indian Summer – 4:34 (Victor Herbert)
15. Joy Shout – 4:37 (Dennis Sandole)
16. Giant Steps – 3:45 (John Coltrane)

- Brani da numero 1 a numero 7 e da 9 a 15, registrati il 27 dicembre 1965 e 17 gennaio 1966 a New York
- Brani numero 8 e 16, registrati il 17 gennaio 1966 a New York

## Musicisti
Brani LP da A1 a B4 / CD da 1 a 7 e da 9 a 15
- Art Farmer - flicorno
- James Moody - sassofono tenore, flauto
- Tom McIntosh - trombone
- Tommy Flanagan - pianoforte
- Richard Davis - contrabbasso
- Albert Heath - batteria

Brani CD 8 e 16
- Art Farmer - flicorno
- Marie Volpee - voce
- James Moody - flauto
- Patti Bown - pianoforte
- Reggie Workman - contrabbasso
- Albert Heath - batteria